# Andriej Polenow
Andriej Lwowicz Polenow (ros. Андрей Львович Поленов, ur. 7 kwietnia 1871 w Moskwie, zm. 19 lipca 1947 w Leningradzie) – rosyjski lekarz neurochirurg.
Ukończył Cesarską Wojskową Akademię Medyko-Chirurgiczną w Sankt Petersburgu w 1896 roku. Następnie praktykował jako lekarz wojskowy w Orle i Kronsztadzie. W 1901 został doktorem medycyny, w 1910 Privatdozentem w Akademii Medyko-Chirurgicznej. Od 1914 profesor chirurgii ogólnej w Instytucie Psychoneurologicznym.